# Écusson (architecture)
Pour les articles homonymes, voir Écusson.

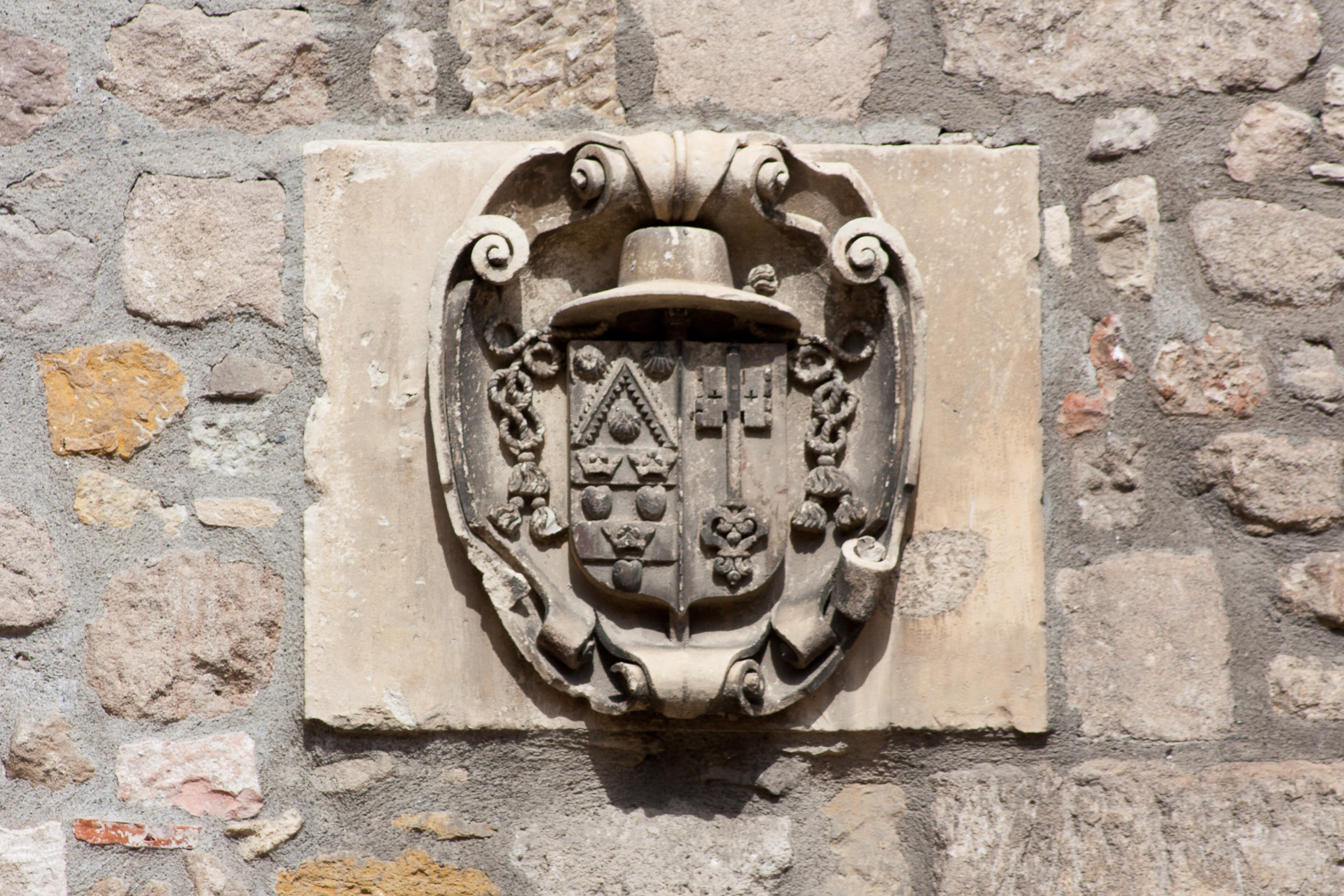
Cartouche avec écusson recevant le blason du prieur François Rapine (église de Saint-Pierre-le-Moûtier).

En architecture, un écusson ou  écu est un cartouche ou une tablette en forme de bouclier, un champ destiné à recevoir des armoiries, des inscriptions ou parfois de simples motifs ornementaux.